# Schalksmühler Rundweg
Der Schalksmühler Rundweg ist ein 46 Kilometer langer Rundwanderweg um die Gemeinde Schalksmühle. Als Wegzeichen besitzt der Wanderweg ein weißes S im weißen Kreis auf schwarzem Grund. Die Auffrischung der Wegzeichen erfolgt in regelmäßigen Abständen durch die Ortsabteilung Schalksmühle des Sauerländischen Gebirgsvereins.

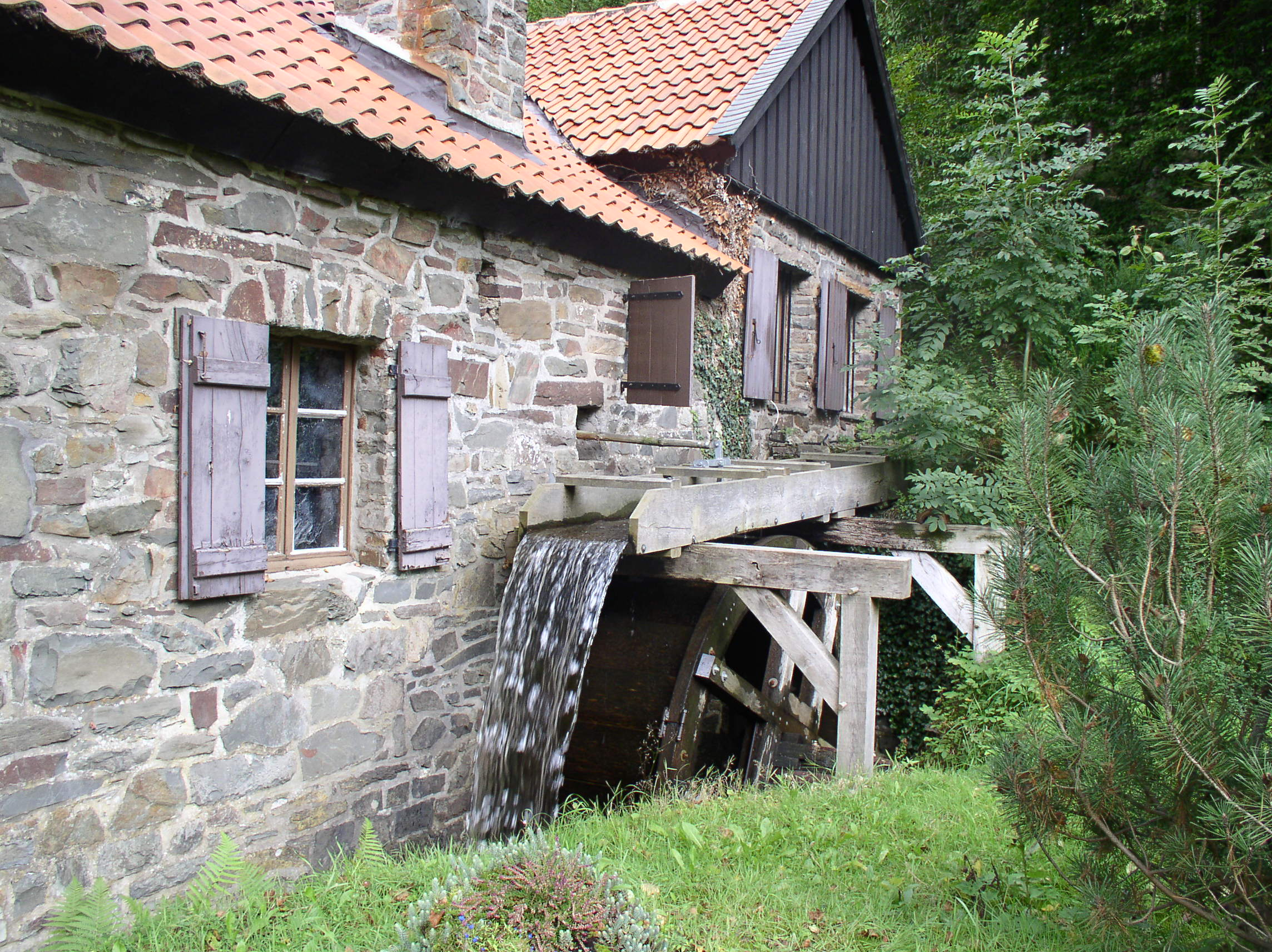
Die Brenscheider Ölmühle

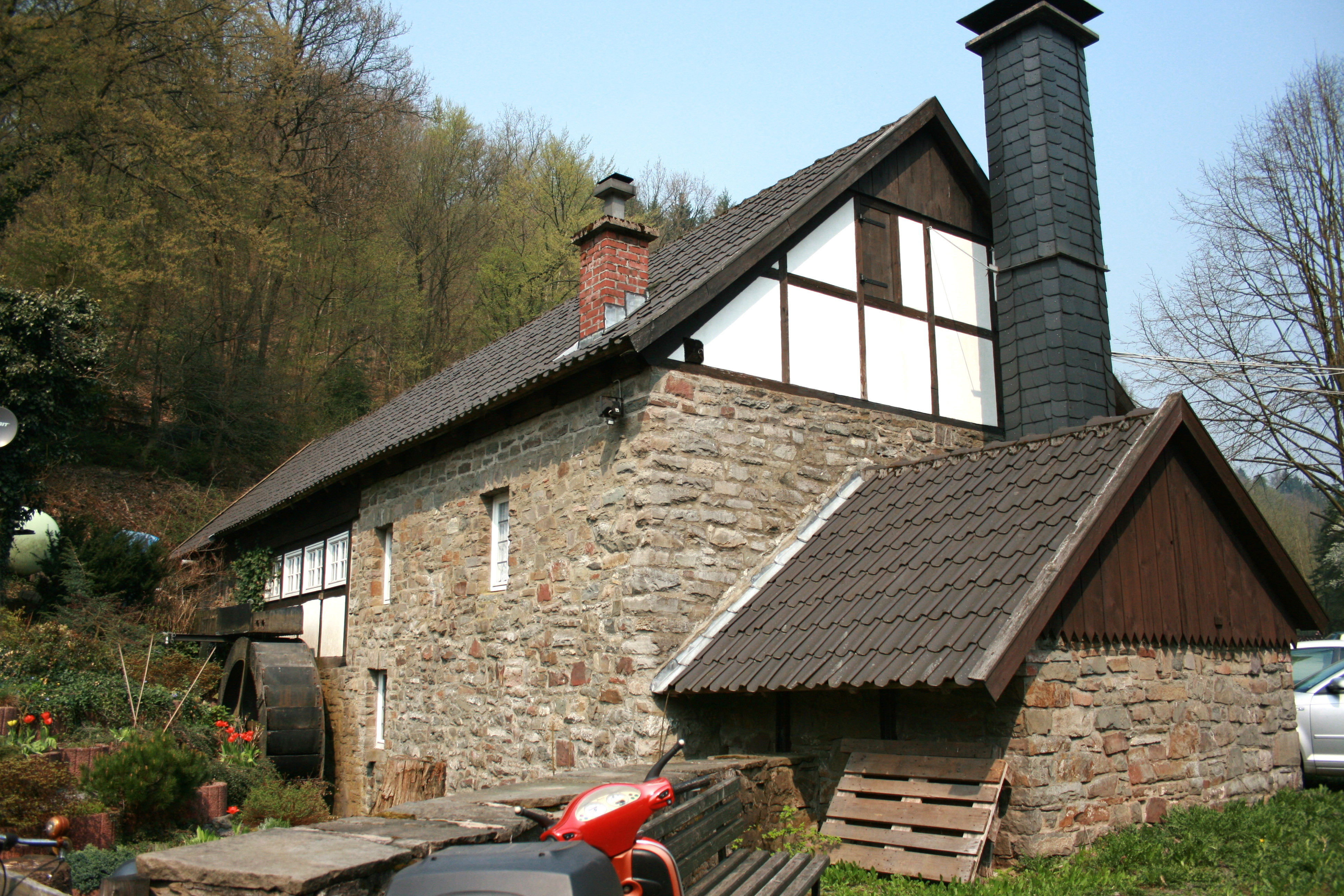
Die Brenscheider Kornmühle

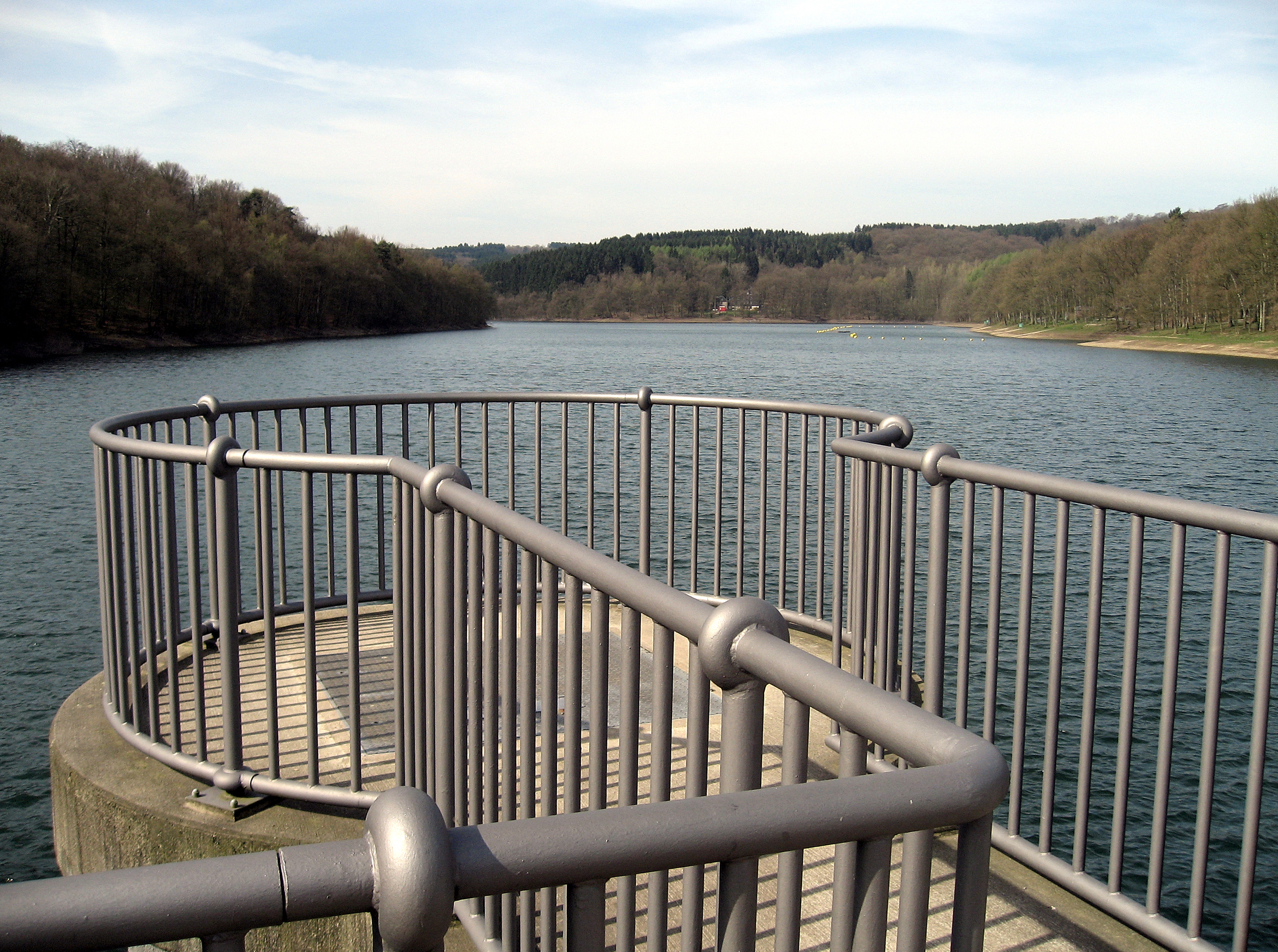
Die Glörtalsperre

Der Weg berührt folgende Sehenswürdigkeiten:
- Schalksmühle-Heedfeld
- Radarturm Großendrescheid
- Wildgehege Mesekendahl
- Brenscheider Ölmühle und Brenscheider Kornmühle im Nahmertal
- Rölveder Mühle, Reste der Nobel'schen Dynamitfabrik und Trasse der Werksbahn im Sterbecketal
- Volmetal
- Glörtal und Glörtalsperre
- Krampenhammer im Hälvertal